# Peer Gynt (dramat)
Peer Gynt – dramat napisany wierszem przez Henrika Ibsena.

## Historia
Wystawiony po raz pierwszy 24 lutego 1876 roku w Christianii (obecnie Oslo); w tłumaczeniu polskim we Lwowie roku 1910. Zawiera przesłanie filozoficzne wynikające z krytyki postaw Norwegów – zapatrzenia w samych siebie i duchowej bezpłciowości; widoczne są wpływy utworów folklorystycznych. Na zamówienie Ibsena Edvard Grieg napisał muzykę do wybranych scen dramatu, z których do dzisiaj bardzo popularna jest dwuczęściowa suita pod tym samym tytułem.

## Fabuła
Tytuł jest zarazem nazwiskiem głównego bohatera, gnuśnego i egoistycznego wieśniaka, który pierwotnie nie docenia czystej miłości Solwejgi. Porywa więc Ingridę – należącą do innego; zostaje skazany na wygnanie i podróżuje po świecie, trafiając na grotę Króla gór. Nie chce się ożenić z jego szkaradną córką, dlatego też ucieka. Płynie do innego kontynentu i krajów, przy czym szczególnie widoczny jest orientalizm (typowy dla romantyzmu, a więc i dla utworu z tego okresu) krain arabskich. Utrzymuje się tam i dorabia majątku z działalności przestępczej (handel ludźmi, oszustwo wskazujące, że jest prorokiem itd.). W kontaktach towarzyskich stacza się stopniowo na dno: utrzymuje związki ze stworami baśniowymi (trolle, gnomy – widoczny wpływ literatury ludowej), pozwala się omamić i okraść Anitrze, której już samo imię wskazuje na jej prostotę.
Po powrocie do Norwegii spotyka cnotliwą Solwejgę, wtedy już niewidomą, ponieważ wypłakała sobie oczy za Peerem Gyntem. Czeka już na niego Przetapiacz Guzików (zwany także zależnie od tłumaczenia Odlewaczem Guzików) – mściwy wysłannik Śmierci. Peer Gynt ma zostać zamieniony w guzik, gdyż jest postacią nijaką i próżną, więc jego życie jest warte co najwyżej egzystencji guzika. Od kary ratuje go Solwejga, okłamując Przetapiacza Guzików, że Peer Gynt zachował wierność swoim ideałom. Po tym wydarzeniu tytułowy bohater odnajduje sens swojej egzystencji w miłości anielskiej Solwejgi.

## Muzyka Griega
Muzyka do dramatu Peer Gynt op. 23 na soprany, barytony, chór i orkiestrę (1875/1886?/1892) składa się z dwudziestu sześciu numerów:
1. Preludium do I aktu: I Bryllupsgården (W domu weselnym)
(We wcześniejszej, do tej pory wykonywanej wersji między Preludium a Hallingiem znajdował się Brudefolget drager forbi (Przechodzi orszak weselny), fortepianowy utwór Griega z op. 19, zinstrumentowany przez Bohlmanna)
2. Halling
3. Springdans
4. Preludium do II aktu: Bruderovet - Ingrids Klage (Porwanie narzeczonej - lament Ingrid)
5. Peer Gynt og Sæterjentene (Peer Gynt i pasterki)
6. Peer Gynt og den Grønkledde (Peer Gynt i Kobieta w Zieleni) (We wcześniejszej, do tej pory wykonywanej wersji numer nieobecny)
7. Peer Gynt: "På Ridestellet skal Storfolk kjendes" (Po wierzchowcu można poznać jeźdźca)
8. I Dovregubbens hall - W grocie Króla Gór
9. Dans av Dovregubbens datter - Taniec córki Króla Gór
10. Peer Gynt jages av troll również jako Peer Gynt forfulgt av trollene(Peer Gynt goniony przez trolle)
11. Peer Gynt og Bøygen (Peer Gynt i Wielki Krzywy)
12. Preludium do III aktu - Śmierć Azy (Åses død)
13. Preludium do IV aktu - Poranek (Morgenstemning)
14. Tyven og heleren - Złodziej i paser
15. Arabisk dans - Taniec arabski
16. Anitras dans - Taniec Anitry
17. Peer Gynts serenade - Serenada Peer Gynta
18. Peer Gynt og Anitra (Peer Gynt i Anitra) (We wcześniejszej, do tej pory wykonywanej wersji numer nieobecny)
19. Solveigs Sang - Pieśń Solwejgi
20. Peer Gynt ved Memnonstøtten (Peer Gynt przy posągu Memnona)
21. Preludium do V aktu: Peer Gynts hjemfart. Stromfull aften på havet - Powrót Peer Gynta. Burzliwy wieczór na morzu
22. Skipsforliset - Rozbicie statku (We wcześniejszej, do tej pory wykonywanej wersji numer nieobecny)
23. Solveig synger i hytten (Solwejga śpiewa w chacie)
24. Nattscene - Scena nocna
25. Pinsesalme: "Velsignede Morgen" (Pieśń zielonoświątkowa "Błogosławiony poranek")
26. Solveigs Vuggesang również jako Solveigs Vuggevise (Kołysanka Solwejgi)

Numery 4, 8, 12, 13, 15, 16, 19 i 21 weszły również w skład dwóch suit Peer Gynt opp. 46 i 55.